# سیارک ۷۶۹۸
سیارک ۷۶۹۸ (به انگلیسی: 7698 Schweitzer، نامگذاری:1989AS6) هفت هزار و ششصد و نود و هشتمین سیارک کشف شده‌است که در ۱۱ ژانویه ۱۹۸۹ کشف شد.
قدر مطلق سیارک برابر ۱۵٫۳۰ است.